# Псефит
Псефит (от др.-греч. ψῆφος — «галька», также грубообломочная порода) — обломочная горная порода с обломками диаметром более нескольких миллиметров, как окатанными (валуны, гальки, гравий), так и неокатанными (глыбы, щебень). Псефиты бывают как сцементированные (например, конгломераты, гравелиты, брекчии), так и несцементированные (или рыхлые, как галечник или гравий).